# Асен Дерменджиев
Асен Димитров Дерменджиев с псевдоним Юли е участник в Съпротивителното движение по време на Втората световна война, български партизанин.

## Биография
Роден е на 16 юли 1923 в град Горна Джумая. Като ученик в Горноджумайската гимназия става член на Работническия младежки съюз, заради което е изключен от училището. След началото на въоръжената комунистическа съпротива по време на Втората световна война в 1941 година, става ятак на нелегални партизани. Член е на бойна група в Горна Джумая.
От 12 септември 1943 година е в Горноджумайския партизански отряд „Никола Калъпчиев“, а от август 1944 година е негов командир. Участва във военните действия на България срещу Нацистка Германия като командир на гвардейски боен отряд.
Загива на 16 септември 1944 година при царевоселското село Дзвегор в сражение с германски части.